# Bad Emstal
Bad Emstal – miejscowość i gmina uzdrowiskowa w Niemczech, w kraju związkowym Hesja, w rejencji Kassel, w powiecie Kassel.

## Współpraca
Miejscowości partnerskie:
- Bruck an der Großglocknerstraße, Austria
- Kühren-Burkartshain – dzielnica Wurzen, Saksonia
- Les Ponts-de-Cé, Francja